# Île Wenyook
L'île Wenyook est un îlot de Nouvelle-Calédonie dans les Pléiades du Nord appartenant à BEANOU Édouard Netr de la tribu de Téuta terre coutumière kanak et petit fils du grand chef Édouard NEKELO, une des îles Loyauté (stop modification).